# Acalypha subterranea
Acalypha subterranea é uma espécie de flor do gênero Acalypha, pertencente à família Euphorbiaceae.